# Trigonocorypha brevinota
Trigonocorypha brevinota är en insektsart som beskrevs av Sigfrid Ingrisch 1996. Trigonocorypha brevinota ingår i släktet Trigonocorypha och familjen vårtbitare. Inga underarter finns listade i Catalogue of Life.